# Forno solar

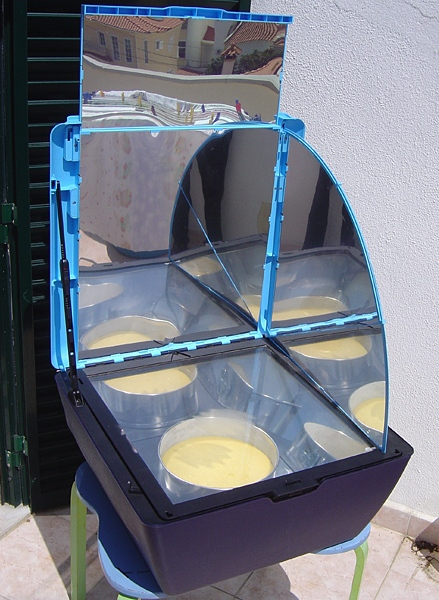
Forno construído em Portugal.

O forno solar é um tipo de forno descrito por Nicholas de Saussure por volta de 1770 e criado por Horace de Saussure em 1767. É constituído de uma caixa com fundo preto e tampa de vidro, com abas refletoras. O fundo preto absorve a luz solar e converte-a em radiação infravermelha, que não passa pela tampa de vidro, criando o efeito estufa. Desta forma, possui a capacidade de atingir 150ºC, cozinhando qualquer alimento sem dificuldade.
O cozimento dos alimentos leva, dependendo de suas características, de 2 a 6 horas neste equipamento. Apesar da utilização de energia solar desde longa data, somente na década de 1990 é que intensificaram-se os estudos e desenvolvimento de tecnologias para cozinhas solares.
É um aparelho eficaz de simples confecção e utilização, que traz muitos benefícios a quem o utiliza. Apesar disto, não é uma tecnologia amplamente adotada por países em desenvolvimento como o Brasil, mesmo com algumas tentativas de implementação. Possíveis fatores responsáveis por isto são o preconceito, por considerá-lo um aparelho "feio e artesanal" para pessoas que não tem condições de ter um fogão convencional; a funcionalidade, que é muito diferente do que se tem por padrão social; e a própria falta de incentivo do governo, devido ao barateamento do gás de petróleo liquefeito.  Tem sido utilizados em regiões com carência de combustíveis, como Índia, China, Quênia, Afeganistão e Senegal.
Segundo o Instituto Brasileiro de Geografia e Estatística, a utilização do fogão solar por 30% da população brasileira reduziria anualmente a extração de lenha para cozimento de alimentos em 5.370.000 m³, uma quantidade significativa. Um modelo simples construído com papelão, vidro e papel-alumínio é o bastante para atingir até 300ºC, dependendo da eficiência e vedação do equipamento.

## História
Por volta de 1770, Nicholas de Saussurre descreveu os primeiros experimentos com fornos solares do tipo caixa com o objetivo de preparo de alimentos. Ele projetou uma caixa retangular isolada com a parte de cima envidraçada, onde a tampa refletora concentrava a radiação para dentro da caixa. A radiação era então convertida em ondas infravermelhas pelo fundo preto mate, e ficava aprisionada pela tampa de vidro, aquecendo os alimentos até cerca de 160 ºC. Assim, eram facilmente cozidos ou assados. Em 1837, o astrônomo John Herschel construiu um forno solar para seu uso em uma expedição no Cabo da Boa Esperança, cozinhando carne e vegetais. Este forno era uma caixa negra enterrada na areia, para isolar-se termicamente, com duas placas de vidro por cima. Foi registrada a temperatura de 116ºC. Mais recentemente, um fogão solar foi utilizado durante muitos anos por Charles Greeley Abbot ao sul do Monte Wilson, onde ficava seu observatório.

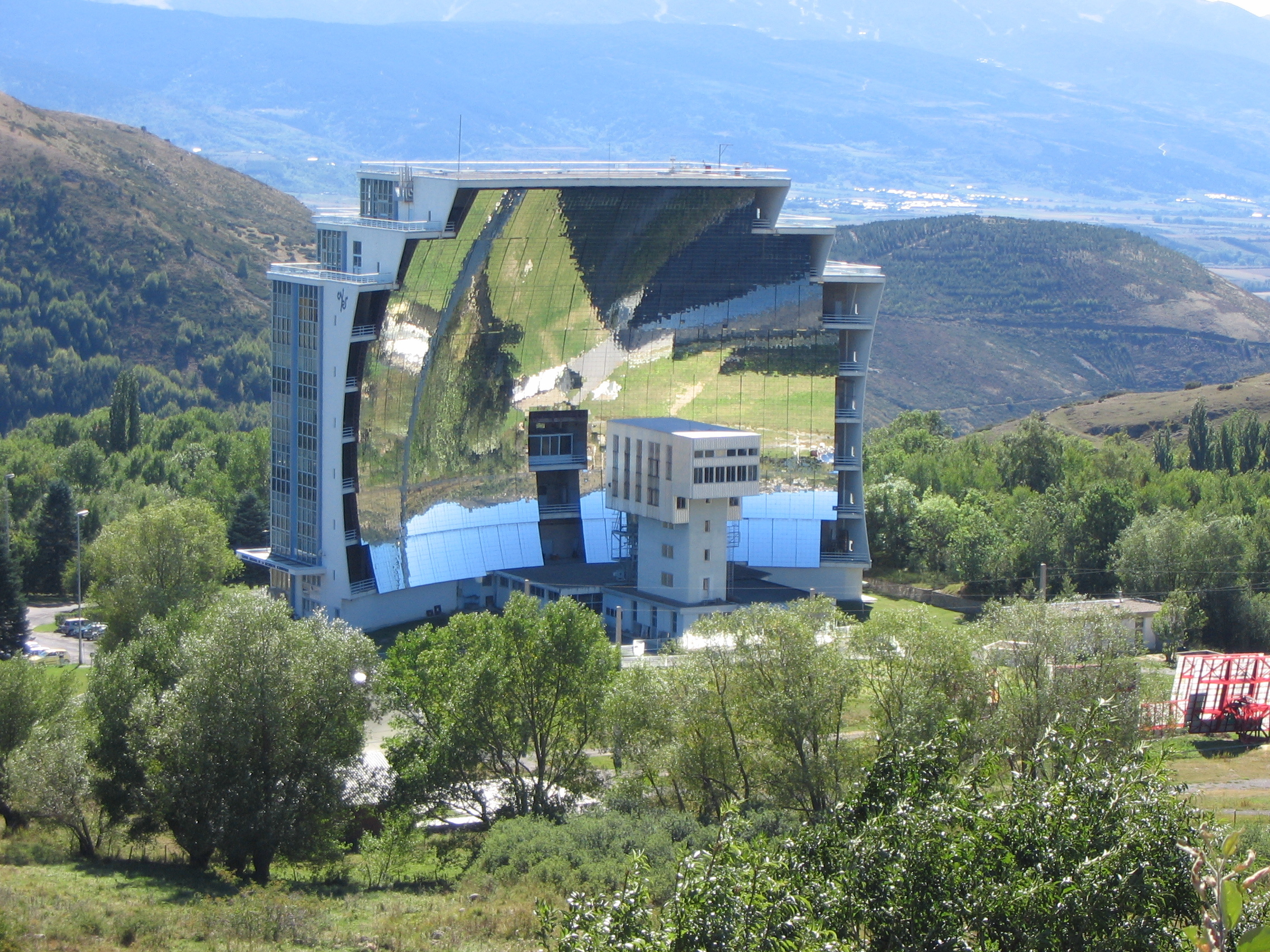
Forno solar em Odeillo, que atinge até 3800ºC.

Em Odeillo, nos Pirenéus franceses, onde há intensa incidência de luz solar, um grande espelho côncavo foi construído com 9500 espelhos planos, sendo utilizado como forno solar. Na torre do coletor, a temperatura atinge até 3800ºC.

## Fogão solar

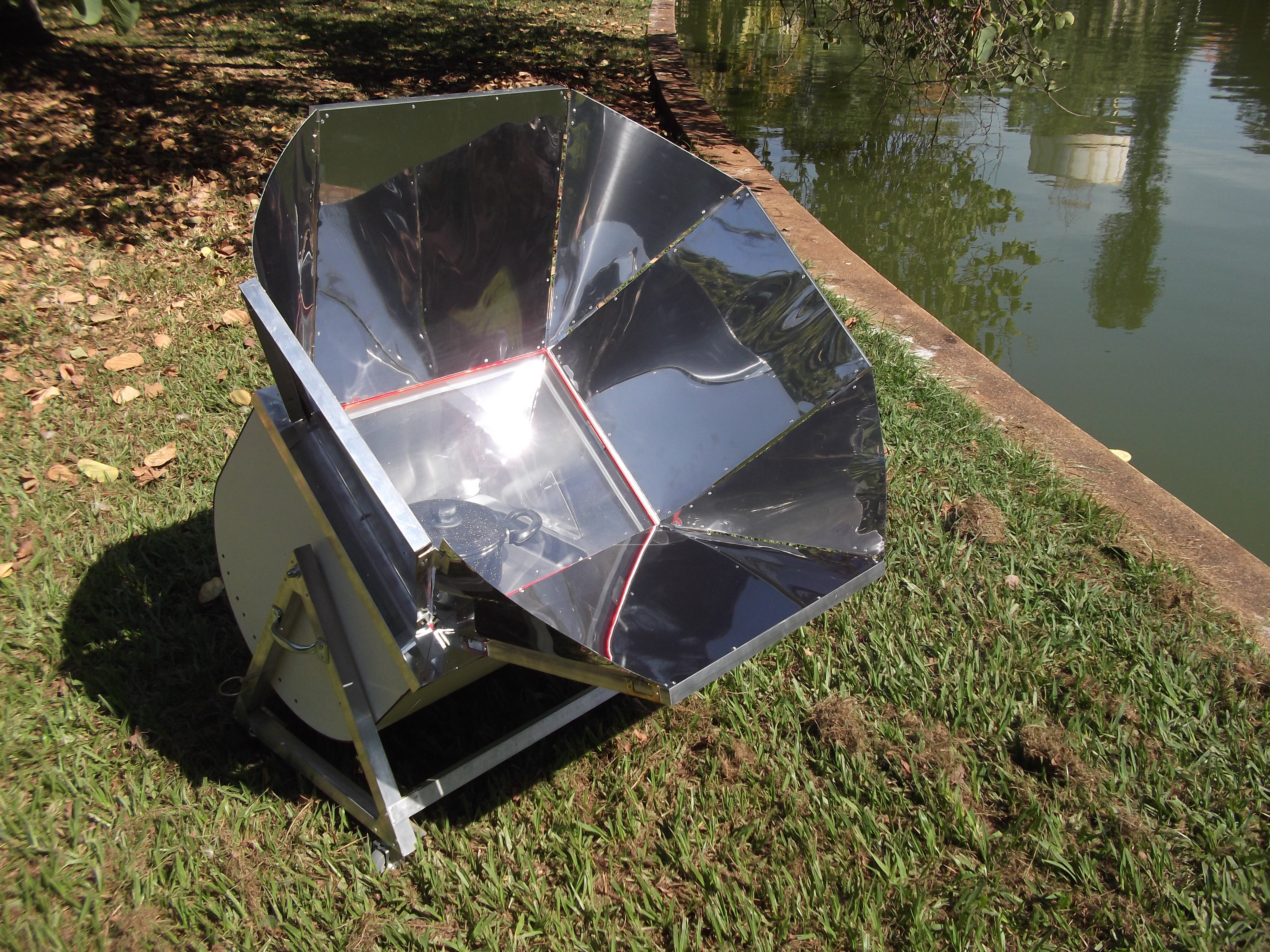
Fogão solar construído pela Pleno Sol no Brasil.

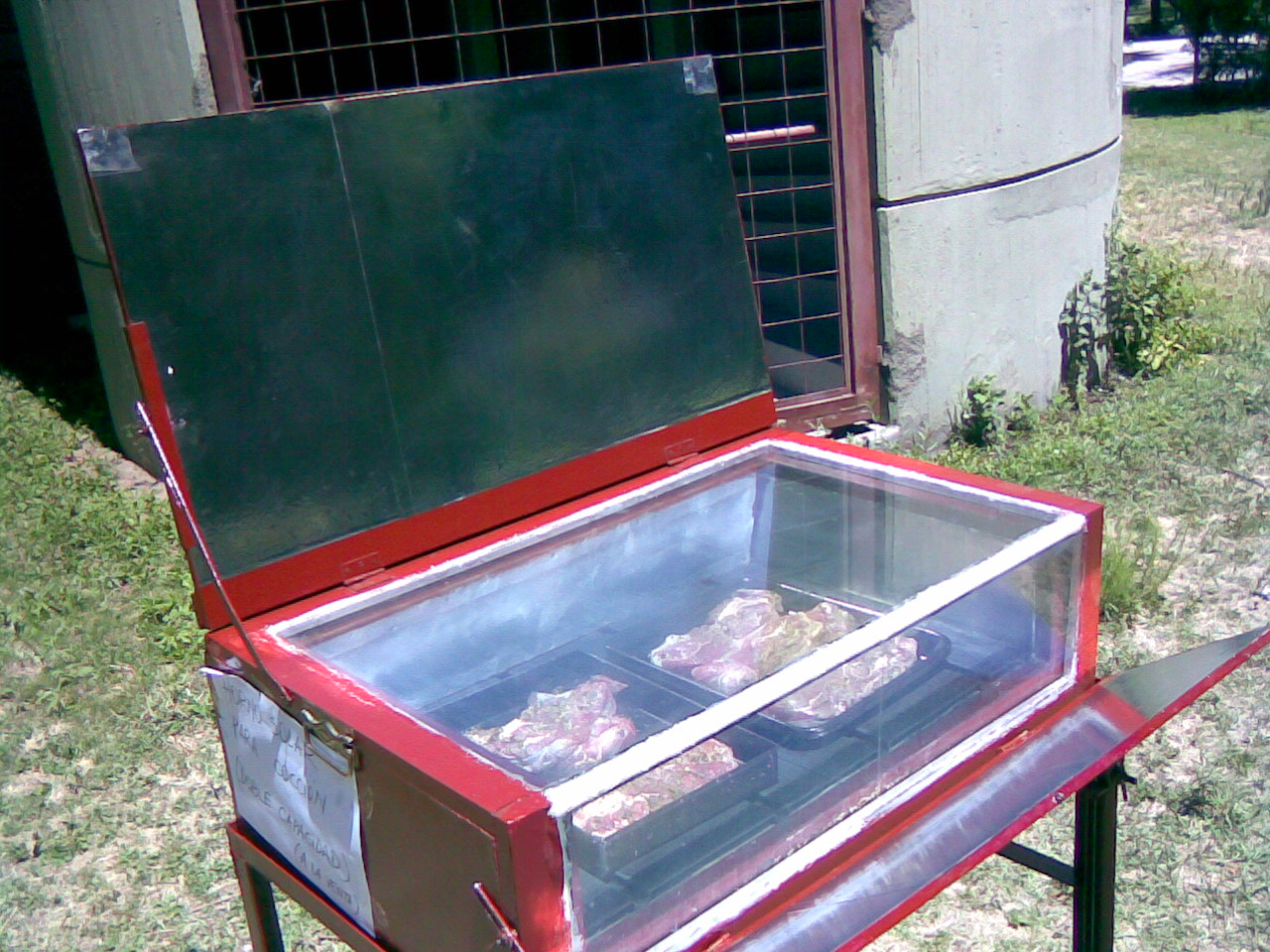
Um fogão solar simples.

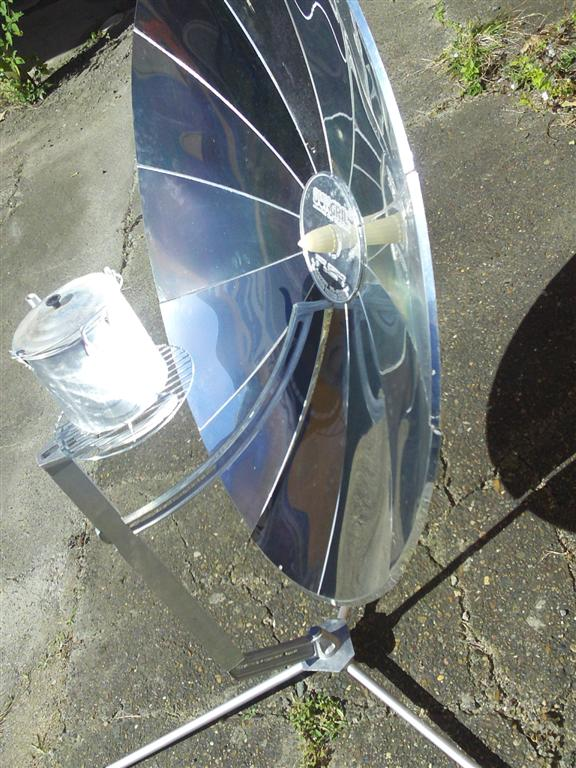
Fogão solar do tipo concentrador parabólico. Percebe-se a grande concentração luminosa no foco.

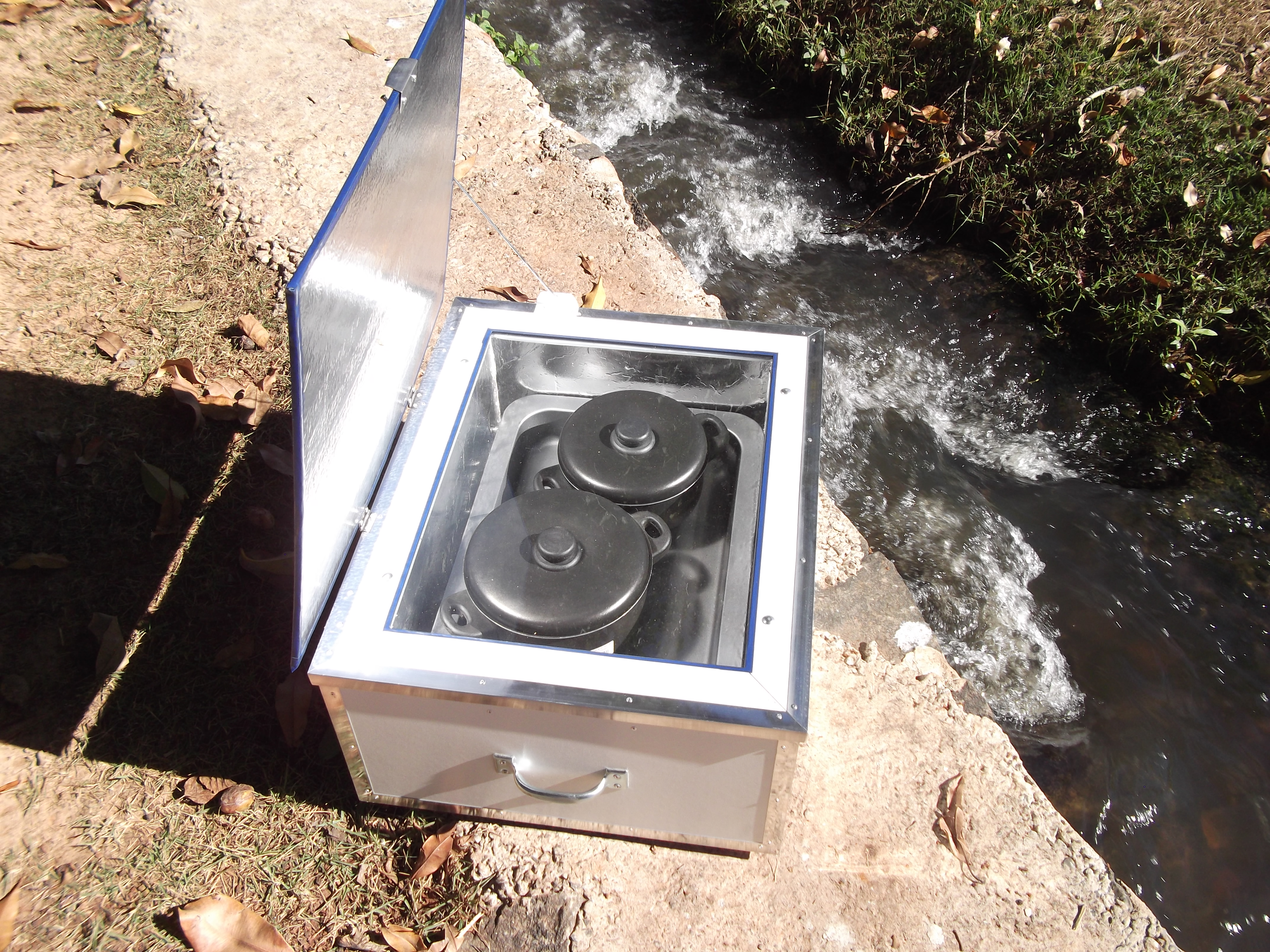
Fogão solar tipo caixa construído pela Pleno Sol no Brasil.

A primeira propriedade óptica das superfícies de revolução enuncia que: se determinada fonte de luz estiver fixada no foco de um espelho parabólico, todos seus raios  refletidos serão paralelos ao eixo de simetria. Em outras palavras, perceber-se que os raios de luz ao encontrarem um espelho parabólico irão convergir para o foco deste objeto. Isto posto, a aplicação dessa propriedade pode ser vista no fogão solar, que consiste num conjunto de espelhos parabólicos que ao serem iluminados pela luz do sol, convergem os raios luminosos em uma panela, aquecendo-a para o preparo do alimento. Este tipo de fogão pode ser facilmente usado em áreas rurais ou de extrema pobreza.
Há três tipos de fogões solares: o painel, caixa e parabólico. Os fogões solares de painel são mais fáceis de serem confeccionados, com o mínimo de investimento de tempo e dinheiro. Geralmente são compostos de painéis de papelão, que pode ser reciclado de caixas de papelão já utilizadas, e revestidos com uma superfície reflexiva, feita de papel alumínio, filmes de poliéster metalizado ou folhas de alumínio polido. Os painéis são dobrados de modo a centralizar o foco onde será colocada a panela para o cozimento do alimento. Este tipo de fogão apresenta menor rendimento, maior tempo de cozimento e temperaturas de até 100ºC.
Já os fogões solares de caixa, são feitos com caixa de papelão ou de plástico e com tampa de vidro para efeito estufa. Além disso, possuem abas ou refletores laterais que convergem a energia térmica solar dentro da caixa. Em comparação ao de painel, os de caixa possuem maior rendimento, uma vez que permitem temperaturas maiores que 100ºC. Porém, para poder aquecer o alimento, é necessário que esse tipo de fogão esteja direcionado de acordo com o movimento da Terra, de modo a concentrar a energia solar no lado interior da caixa. Vale ressaltar, que a sua construção demanda mais tempo e maior custo.

Com relação ao fogão parabólico, pode ser confeccionado com diversos materiais: fibras de vidro, espelhos parabólicos, plástico moldado, papelão, alumínio polido em estrutura de apoio etc. Tem um formato parabólico, com foco convergente. Diferente dos fogões solares anteriores, o parabólico possibilita cozinhar, fritar, assar, com eficiência igual ou superior a energia térmica de um fogão a gás convencional, uma vez que possui altas temperaturas (maiores do que 300ºC). Porém, para fazer o preparo do alimento é necessário o reajuste de ângulo da parábola a cada hora, além de ser mais difícil de produzir e possuir maior custo de construção.